# Протопопов, Василий Михайлович
Василий Михайлович Протопопов (1770—1810) — протоиерей Русской православной церкви, проповедник, педагог, писатель

 и переводчик времен Екатерины II.

## Биография
Василий Протопопов родился в 1770 году. Образование получил в Славяно-греко-латинской академии города Москвы.
По окончании академического курса обучения, с 1787 года В. М. Протопопов стал учителем французского языка в альма-матер.
Из Славяно-греко-латинской академии Протопопов был переведён в Коломенскую духовную семинарию, где преподавал студентам риторику и был членом Консистории. Одним из его учеников был Филарет (Дроздов) — будущий крупнейший русский православный богослов XIX века.
С 1794 года он состоял кафедральным протопопом в Коломне, затем священником в Кашире (1796), Серпухове (1796) и в Туле. 
Василий Михайлович Протопопов умер в 1810 году.